# Суркичень
Суркичень (рум. Surchiceni) — село в Каушанском районе Молдавии. Наряду с селом Баймаклия входит в состав коммуны Баймаклия.

## География
Село расположено на высоте 67 метров над уровнем моря.

## Население
По данным переписи населения 2004 года, в селе Суркичень проживает 605 человек (286 мужчин, 319 женщин).
Этнический состав села:
| Национальность | Число жителей | Процентный состав |
| -------------- | ------------- | ----------------- |
| молдаване      | 582           | 96,2              |
| румыны         | 16            | 2,64              |
| украинцы       | 4             | 0,66              |
| русские        | 2             | 0,33              |
| гагаузы        | 1             | 0,17              |
| Всего          | 605           | 100 %             |

## Гимназия
В 1928 году в селе основана школа. В настоящий момент она является гимназией, в которой обучается около 100 учащихся. В 2010 году в процессе оптимизации системы образования, Министерство образования Республики Молдова высказало вероятность закрытия школы. Свои действия оно объяснило тем, что в школе отсутствует система водоснабжения, канализации и школа не соответствует санитарно-эпидемиологическим нормам. Также причиной является нехватка преподавательского состава (учителя преподают по несколько предметов), а также учеников (в классах обучаются от 8 до 16 учащихся).